# San Demetrio Corone
San Demetrio Corone er en by i Calabrien, Italien med 3.059 (2023) indbyggere.